# Ring Knutstorp
Ring Knutstorp – tor wyścigowy wybudowany w 1963 roku w Kågeröd w Szwecji.
Na torze odbywały się mistrzostwa Europejskiej Formuły 3 i Swedish Touring Car Championship, które od 2011 roku noszą nazwę Scandinavian Touring Car Championship.
Tor został odwzorowany w szwedzkiej grze komputerowej STCC The Game, która została wyprodukowana przez SimBin Studios.